# Hanna Stokki
Hanna Hilda Louise Stokki, född 6 mars 2002, är en svensk fotbollsspelare.

## Karriär
Stokki började spela fotboll i IFK Lidingö som femåring. Hon spelade tre matcher och gjorde fyra mål i Division 2 säsongen 2016. Följande säsong spelade Stokki 16 ligamatcher och gjorde 10 mål. Inför säsongen 2018 gick hon till Djurgårdens IF. Stokki debuterade i Damallsvenskan den 27 maj 2018 i en 1–0-vinst över Hammarby IF, där hon blev inbytt i den 88:e minuten mot Tilde Lindwall. Därefter hade hon skadebekymmer och skadade bland annat korsbandet.
I juni 2020 flyttades Stokki upp i Djurgårdens IF:s A-lag, där hon skrev på ett 1,5-årskontrakt. Stokki spelade endast en ligamatch under säsongen 2020, den 17 oktober 2020 mot Linköpings FC. I juni 2021 lånades Stokki ut till samarbetsklubben Sundsvalls DFF, där hon gjorde mål i sin enda match.
I december 2021 värvades Stokki av Växjö DFF, där hon skrev på ett ettårskontrakt. I november 2022 förlängde Stokki sitt kontrakt med ett år. I januari 2024 pausade hon sin fotbollskarriär efter stora skadebekymmer.